# Alchemilla xanthochlora
Espèce
Classification phylogénétique
Statut de conservation UICN

 LC  : Préoccupation mineure
Alchemilla xanthochlora est une espèce de plante vivace en touffe de la famille des Rosaceae. Elle est rustique.

## Répartition
Elle vient du nord-ouest et du centre de l'Europe.

## Description
- Ses feuilles mesurent environ 5 cm de long et possèdent 9 à 11 lobes peu profonds. Elles sont duveteuses sur la face inférieure et sur le pétiole.
- Couleur des feuilles : jaune verdâtre.
- Floraison : de juin à août, minuscules fleurs jaune-vert.
- Taille : 50 cm de haut pour 60 cm de diamètre

## Folklore
L'alchémille commune était autrefois prisée des alchimistes, qui utilisaient ses feuilles comme réceptacle naturel pour la rosée et surtout le liquide de guttation. Cette eau céleste était censée permettre aux alchimistes de préparer la pierre philosophale.